# ベンジャミン・ウォーフ
ベンジャミン・リー・ウォーフ （英: Benjamin Lee Whorf、1897年4月24日 - 1941年7月26日）は、アメリカ合衆国の言語学者。

## 経歴
アメリカ合衆国マサチューセッツ州のウィンスロップに、ハリーとサラの子として生まれる。1918年にマサチューセッツ工科大学を卒業し、化学工業の学位を取得後、ハートフォード火災保険会社で防火技師として働き始める。その傍ら言語学と人類学の研究を行なうようになる。
1931年に、イェール大学でエドワード・サピアの下、言語学を勉強するようになる。サピアは彼の才能に感心し、彼の興味を満たすべく支援を行ない、1936年にはウォーフをイェール大学の客員研究員に指名している。1937年にはスターリング奨学金を受け、翌年にかけて、人類学に関する講義を受け持ったが、病気により休講が多かったという。1941年、44歳という比較的若い年齢で、癌により死去した。彼の著作のうち重要な部分は後に遺稿集として発表された。アメリカの著名な言語学者ジョージ・レイコフは、彼を言語学者としてだけでなく、人間としても優れていたと評した。

## 研究内容・業績
- ウォーフは、生涯にわたって言語学を専門にはしなかった[1]。しかしながら、彼の研究成果は現在も意味深く、現在に至るまで大きな影響を及ぼしている。
- ウォーフの言語学における主な研究対象は、ネイティブ・アメリカンと中央アメリカ民族の言語についてであった。彼は後にホーピ語の研究及び彼が言語的相対論と名付けた理論で広く知られるようになった。サピアとの協力によって発展したこの理論[2]は、現在ではサピア・ウォーフの仮説と呼ばれている。彼は講演者としても評価されており、彼の言語学における考え方を一般大衆に講演したり、一般読者向けの紹介記事を書いたりといった活動を数多く行なった。その一方で、多数の学術論文の執筆も行なった。
- ウォーフの言語学や言語的相対論に関する初期の著作は、彼が書いた保険損失に関するレポートがその契機になっている。彼はその中で誤解によって引き起こされる保険事故について述べている。たとえば、英語ネイティブでない従業員が可燃性の液体の入ったドラム缶をヒーターの側に置いてしまう、という事故がある。これは、「その従業員が“flammable“（可燃性）は燃える可能性があるが、“highly inflammable“[3]と書かれたドラム缶は燃えない」と考えていたためである。彼の論文や講義は、こういった保険の立場とホーピ語その他ネイティブアメリカン言語のフィールドワークとの両方から例を採ったものであった。
- 初期のサピア・ウォーフの仮説は、「言語がその人の考え方に影響する」という仮説であった。「ウォーフの仮説」とも呼ばれるこの理論は、その後ある人が話す言語（その人の住む地域の文化ではなく）は、その人の考え方に影響を及ぼす、というものになった。すなわち、言語の構造が、その人の世界の認識のしかたに影響を与える、というものである。
- 彼の功績のうち、比較的知られていないが重要なものに、ナワトル語とマヤ語に関する研究がある。彼はナワトル語は少数総合的言語であると主張した[4]。マヤ語については、その筆記法の言語学的特質に注目し、ある意味において音節的言語であると主張した[5]。

## 日本語訳された著作
- 『言語・思考・実在 完訳 ベンジャミン・リー・ウォーフ論文選集』ジョン B.キャロル編, 有馬道子訳 南雲堂 1978
- 『言語・思考・現実 ウォーフ言語論選集』J.B.キャロル編, 池上嘉彦訳 弘文堂 1978　講談社学術文庫 1993